# Louis-Gabriel Monnier
Pour les articles homonymes, voir Monnier.
 (juin 2025).
Louis-Gabriel Monnier, né à Besançon en 1733 et mort à Dijon en 1804, est un buriniste et médailleur français. 

## Biographie
Auteur de vignettes pour L'Histoire de Bourgogne et de sceaux et médailles divers, Louis-Gabriel Monnier est membre de l'Académie de Dijon en 1761 et premier conservateur du musée des beaux-arts de Dijon de 1799 à 1804.